# Eugène Scribe
Augustin Eugène Scribe (Parigi, 24 dicembre 1791 – Parigi, 20 febbraio 1861) è stato uno scrittore, drammaturgo e librettista francese.

## Biografia
Figlio di un mercante di seterie, Eugène Scribe compì i suoi studi presso il collegio di Santa Barbara a Parigi. Appassionato di teatro, a diciotto anni scrisse con i suoi amici Casimir Delavigne, Henri Dupin, Charles-Gaspard Delestre-Poirson alcune pièces teatrali che passarono tuttavia inosservate: I dervisci (1811), L'Albergo, ovvero Briganti senza saperlo (1812), Thibault, conte di Champagne (1813), Il Baccelliere di Salamanca, La Pompa funebre (1815). Finalmente, nel 1815, la commedia Una notte della guardia nazionale, scritta in collaborazione con l'amico Delestre-Poirson ebbe successo e diede inizio alla sua carriera di drammaturgo. Da allora Scribe ottenne una lunga serie di successi.
Grazie anche ai numerosi collaboratori di cui si avvaleva, Scribe fu uno dei più prolifici scrittori francesi ed uno dei librettisti d'opera più fecondi. Le sue pièces teatrali, in gran parte vaudevilles erano il frutto di una ripartizione quasi industriale del lavoro. Scribe forniva le idee e distribuiva una indicazione generale dei contenuti ai suoi numerosi collaboratori, ciascuno dei quali doveva scrivere un tipo di scena specificamente assegnatagli: dialoghi, strofe, battute umoristiche, etc.
Compose circa cinquecento lavori: commedie, vaudevilles, drammi, libretti d'opera. Scrisse anche alcuni romanzi, i quali tuttavia non ebbero il successo delle sue opere drammatiche. Scribe ha ideato un tipo di pièce teatrale che conquistò il pubblico con il suo impianto drammatico perfetto. Nelle sue commedie e vaudevilles, egli inizia generalmente con un incidente al momento apparentemente di poco conto che tuttavia produce conseguenze importanti attraverso una catena logica di eventi, priva di smagliature.
I suoi vaudevilles costituirono la colonna portante del Théâtre du Gymnase-Dramatique del quale, nel 1820 Scribe fu cofondatore. Egli fino all'incirca al 1830 ottenne quasi sempre successi. Durante il suo periodo d'oro offriva con regolarità al suo affezionato pubblico una prima teatrale e la maggior parte delle sue commedie furono rappresentate a Parigi per la prima volta dalla Comédie Française. Scribe raggiunse la fama internazionale come librettista di numerosi e famosi compositori d'opera, primo fra tutti Giacomo Meyerbeer  (da Gli ugonotti, fino a L'Africana), ma tra gli altri anche Adolphe Adam, Daniel Auber, François-Adrien Boieldieu, Gaetano Donizetti, Jacques Fromental Halévy, Gioachino Rossini e Giuseppe Verdi.
Tuttavia anche i libretti provenivano dai suoi collaboratori che sulle sue indicazioni mettevano insieme un testo completo. Un esempio famoso fu il successo verdiano del 1855 I vespri siciliani, il cui libretto fu scritto principalmente da Charles Duveyrier nonostante che nel cartellone il nome di Eugène Scribe figurasse al primo posto. Anche il grande musicista tedesco Richard Wagner volle fare la sua conoscenza e cercò di entrare in contatto con lui tramite il cognato che nel 1837 era diventato direttore della filiale di Parigi della casa editrice tedesca Brockhaus, ma Scribe non era interessato a lavorare per Wagner e si negò.
Miglior successo non ebbe l'anno successivo l'interessamento del direttore dell'Opéra di Parigi, Édouard Monnais, per far incontrare i due artisti. Scribe fu eletto membro dell'Académie française il 27 novembre 1834. In totale le opere di Scribe superano il numero di 400, che però, dopo il lungo periodo di successi,  passarono rapidamente di moda. Dopo la morte la sua salma fu tumulata al cimitero di Père-Lachaise di Parigi.

## Opere
- 1811: Les Dervis, vaudeville;
- 1812: L'Auberge, vaudeville;

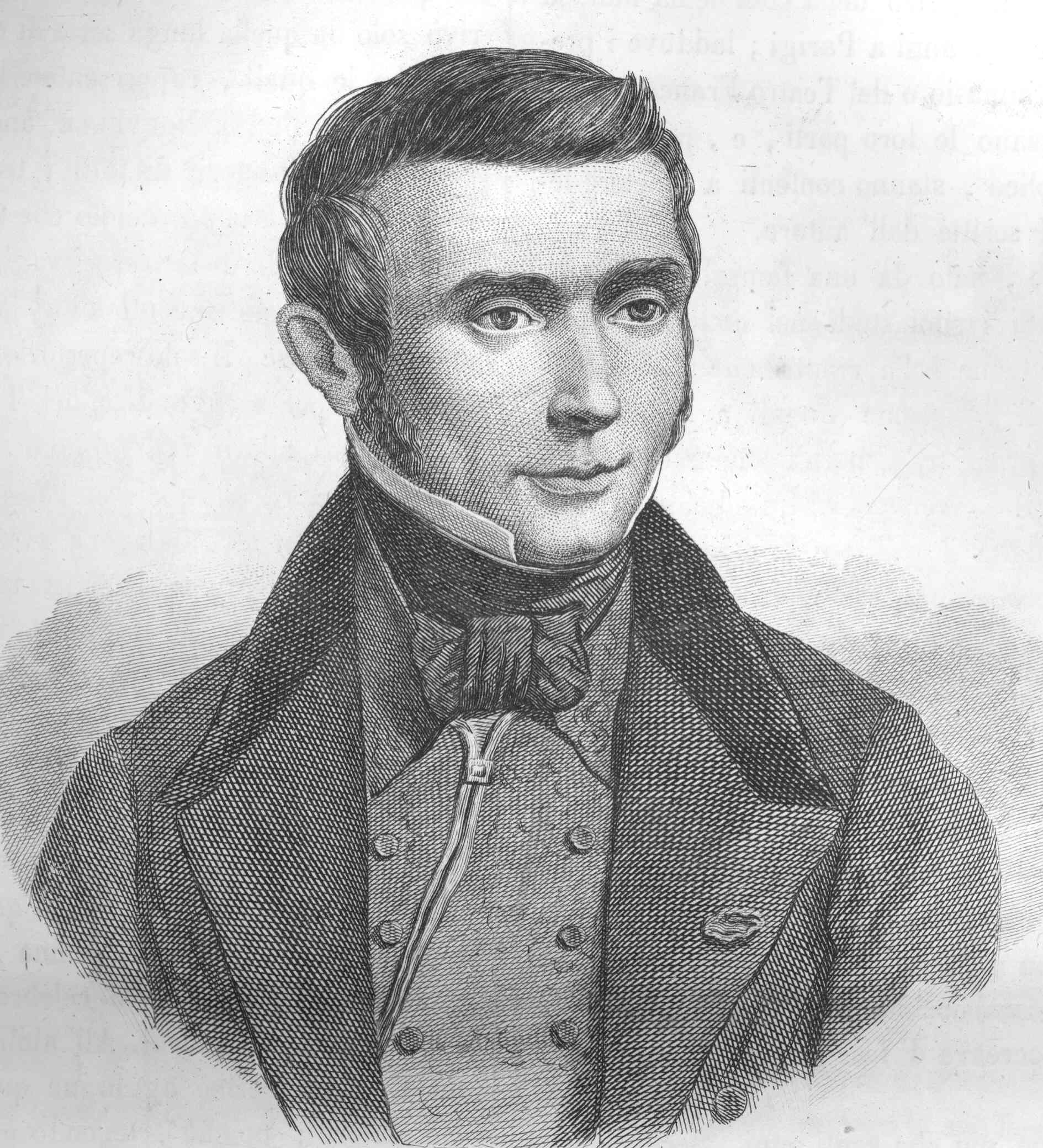
Ritratto di Eugène Scribe da giovane

- 1813: Thibault, comte de Champagne, vaudeville;
  - Koulikan, dramma;
  - La Chambre à coucher, opéra-comique;
- 1815: Le Bachelier de Salamanque; Une nuit de la garde nationale; La Mort et le Bucheron; La Pompe funèbre, vaudevilles;
  - La Redingote et la Perruque, opéra-comique; musica di Charles-Frédéric Kreubé;
- 1816: Flore et Zéphire; La Jarretière de la mariée; Farinelli; Les Montagnes russes; Guzman d'Alfrarache; Encore une nuit de la garde nationale, vaudevilles;
  - Le Valet de son rival, commedia;
  - La Comtesse de Troun, opéra-comique;
- 1817: La Barrière du Mont-Parnasse; Le Café des Variétés; Le Combat des montagnes; Les Comices d'Athènes; Encore un Pourceaugnac; Le Petit Dragon; La Princesse de Tarare; Les Deux Précepteurs; Le Solliciteur, vaudevilles;
- 1818: Les Dehors trompeurs; La Fête du mari; L'Hôtel des Quatre Nations; L'École du village; Le Nouveau Nicaise; Une visite à Bedlam; La Volière du frère Philippe, vaudevilles;
- 1819: La Somnambule; Les Deux Maris; Caroline; Le Fou de Péronne, vaudevilles;
  - Les Frères invisibles, dramma;
- 1820: Le Boulevard Bonne-Nouvelle; L'Ennui; L'Homme noir; Marie Jobard; L'Ours et le Pacha; Le Mystificateur; Le Spleen; Le Témoin; Le Vampire, vaudevilles;
- 1821: L'Amant bossu; L'Amour platonique; L'Artiste; Le Beau Narcisse; Le Colonel Frontin; Le Gastronome sans argent; L'Intérieur de l'étude; Le Mariage enfantin; Le Ménage de garçon; Michel et Christine; La Petite Sœur; Le Secrétaire et le Cuisinier; Le Somnambule, vaudevilles;
  - Le Parrain, commedia;
  - La Meunière, opéra-comique;
- 1822: Le Bon Papa; La Demoiselle et la Dame; Les Eaux du Mont-d'Or; L'Écarté; Mémoires d'un colonel de hussards; La Nouvelle Clary; La Petite Folle; Philibert marié; Le Prince charmant; La Veuve du Malabar; Le Vieux Garçon et la Petite Fille, vaudevilles;
  - Le Paradis de Mahomet; La Petite Lampe merveilleuse; Les Adieux au public, opéras-comiques;
- 1823: L'Avare en goguette; Le Confident; Les Grisettes; L'Intérieur d'un bureau; La Loge du portier; La Maîtresse du logis; Le Marchand d'amour; Le Menteur véridique; Partie et Revanche; La Pension bourgeoise; Le Plan de campagne; Le Retour; La Rosière de Rosny; Rossini à Paris; Trilby; Un dernier jour de fortune; Une heure à Port-Sainte-Marie; La Vérité dans le vin, vaudevilles;
  - Valérie, commedia;
  - Rodolphe, dramma;
  - Leicester; La Neige; Le Valet de chambre, opéras-comiques;
- 1824: Les Adieux au comptoir; Le Baiser au porteur; Le Bal champêtre; Le Château de la Poularde; Le Coiffeur et le Perruquier; Coraly; Le Dîner sur l'herbe; Le Fondé de pouvoirs; La Haine d'une femme; L'Héritière; Le Leicester du faubourg; La Mansarde des artistes; Le Men; Monsieur Tardif; Le Parlementaire; Peau d'âne; Les Trois Genres, vaudevilles;
  - Le Concert à la cour; Léocadie, opéras-comiques;
  - Robin des Bois, opera
- 1825: La Charge à payer; Le Charlatanisme; Les Empiriques d'autrefois; Les Inséparables; Le Mauvais Sujet; Le Plus Beau Jour de la vie; Les Premières Amours; La Quarantaine; Vatel, vaudevilles;
  - La Dame blanche; Le Maçon, opéras-comiques;
  - Le Mauvais Sujet, dramma in un atto, con Camille Pillet;
- 1826: L'Ambassadeur; La Belle-mère; Le Confident; La Demoiselle à marier; La Lune de miel; Le Mariage de raison; Le Médecin des dames; Les Manteaux; L'Oncle d'Amérique; Simple Histoire, vaudevilles;
  - Le Timide; Fiorella; La Vieille, opéras-comiques;
- 1827: La Chatte métamorphosée en femme; Le Diplomate; Les Élèves du Conservatoire  Madame de Saint-Agnès; La Marraine; Le Baron de Trenck; Le Mal du pays; Malvina; La Manie des places; Les Moralistes; Yelva, vaudevilles;
  - La Lettre posthume; Le Loup-garou, opéra-comique;
  - La Somnambule, balletto;
- 1828: Le Vieux Mari, vaudeville;
  - Le Mariage d'argent, commedia;
  - Avant, pendant et après: esquisses historiques, dramma;
  - Le Comte Ory; La Muette de Portici, opere
- 1829: L'Ambassadeur; Les Actionnaires; Aventures du petit Jones; La Famille du baron; Les Héritiers de Crac; Louise ou la Réparation; Théobald, ou le Retour de Russie, vaudevilles;
  - La Bohémienne, dramma;
  - Les Deux Nuits; La Fiancée, opéras-comiques;
  - Alcibiade; La Belle au bois dormant, opera;
- 1830: La Cour d'assises; Le Foyer du Gymnase; Jeune et vieille; Les Nouveaux Jeux de l'amour et du hasard; La Seconde Année; Philippe; Une faute, vaudevilles;
  - Les Inconsolables, commedia;
  - L'Enlèvement; Fra Diavolo, opéras-comiques;
  - Le Dieu et la Bayadère, opera;
  - Manon Lescaut, balletto
- 1831: Zoé; Le Budget d'un jeune ménage; Le Comte de Saint-Ronan; La Favorite; La Famille Riquebourg; Le Luthier de Lisbonne; Le Quaker et la Danseuse; Le Soprano; Le Suisse de l'hôtel; Les Trois maîtresses, vaudevilles;
  - La Marquise de Brinvilliers, opéra-comique;
  - L'Orgie; Le Philtre; Robert le Diable, opere;
- 1832: Camille; L'Apollon du réverbère; Le Chaperon; La Grande Aventure; Le Moulin de Javelle; Le Savant; Schahabaham II; Toujours; Une monomanie; La Vengeance italienne, vaudevilles;
  - Dix ans de la vie d'une femme, dramma;
  - La Médecine sans médecin, Zémire et Azor, opéras-comiques;
  - Le Serment, opéra;
- 1833: Dugazon; Le Gardien ; Les Malheurs d'un amant heureux; Un trait de Paul Ier; Les Vieux Péchés, vaudevilles;
  - Bertrand et Raton, ou l'Art de conspirer, commedia;
  - La Prison d'Édimbourg, opéra-comique;
  - Ali-Baba; Gustave III, opere;
- 1834: La Chanoinesse; Estelle; La Frontière de Savoie; Le Lorgnon; Salvoisy, vaudevilles;
  - L'Ambitieux; La Passion secrète, commedie;
  - Le Chalet; Lestocq; Le Fils du prince, opéras-comiques;
- 1835: Être aimé ou mourir; La Pensionnaire mariée; Une chaumière et son cœur, vaudevilles;
  - Le Cheval de bronze; Le Portefaix (en), opéras-comiques;
  - La Juive, opera;
  - Une Chaumière et son cœur, comédie-vaudeville in due atti e tre parti, con Alphonse-Théodore Cerfbeer;
- 1836: Chut!; Le Fils d'un agent de change; Sir Hugues de Guilfort; Valentine, vaudevilles;
  - Marie Seymour, dramma
  - Actéon; Les Chaperons blancs; Le Mauvais Œil; L'Ambassadrice, opéras-comiques;
  - Les Huguenots, opera;
- 1837: Avis aux coquettes; César; L'Étudiant et la Grande Dame, vaudevilles;
  - La Camaraderie, commedia;
  - Le Domino noir; Le Remplaçant, opéras-comiques;
- 1838: Clermont, vaudeville;
  - Les Indépendants, commedia
  - La Figurante; Marguerite; Le Fidèle Berger, opéras-comiques;
  - Guido et Ginevra, opera;
  - La Volière, balletto;
- 1839: La Reine d'un jour; Le Shérif; Polichinelle; Les Treize (opéra-comique); Régine, opéras-comiques;
  - Le Lac des fées, opera;
  - La Xacarilla; La Tarentule, balletti;
- 1840: La Calomnie; La Grand-mère; Japhet; Le Verre d'eau, commedie;
  - L'Opéra à la cour; Zanetta, opéras-comiques;
  - Le Drapier; Les Martyrs, La Favorite, opere;
- 1841: Cécily, vaudeville;
  - Une chaine; Le Veau d'or, commedie;
  - Le Guitarrero; La Main de fer; Les diamants de la Couronne, opéras-comiques;
  - Carmagnola, opera;
- 1842: Le Diable à l'école; Le Fils de Cromwell, vaudevilles;
  - Le Fils de Cromwell; Oscar, commedie;
  - Le Code noir; Le Diable à l'école; Le Duc d'Olonne; Le Kiosque, opéras-comiques;
- 1843: Lambert Simmel; La Part du diable; Le Puits d'amour, opéras-comiques;
  - Dom Sébastien, roi de Portugal, opera;
- 1844: Les Surprises, vaudeville;
  - La Tutrice, commedia;
  - Oreste et Pylade; La Sirène; Cagliostro, opéras-comiques;
- 1845: Rebecca; Babiole et Joblot; L'Image, vaudevilles;
  - La Charbonnière; La Barcarolle; Le Ménétrier, opéras-comiques;
- 1846: La Loi salique; Geneviève; La Charbonnière, vaudevilles;
- 1847: Irène; Maître Jean; La Protégée sans le savoir; Daranda; Une femme qui se jette par la fenêtre, vaudevilles;
  - Ne touchez pas à la reine; Haydée; Le Sultan Saladin, opéras-comiques;
- 1848: Ô amitié!, vaudeville;
  - La Nuit de Noël, opéra-comique;
  - Jeanne la folle, opera;
  - Le puff, ou Mensonge et vérité, commedia in 5 atti e in prosa;
- 1849: Les Filles du docteur, vaudeville;
  - Adrienne Lecouvreur, dramma;
  - La Fée aux roses, opéra-comique;
  - Le Prophète, opera
- 1850: Héloïse et Abélard, vaudeville;
  - Les Contes de la reine de Navarre, commedia;
  - La Chanteuse voilée; Giralda; La Dame de pique; La Tempesta, opéras-comiques;
  - L'Enfant prodigue, opera;
- 1851: Bataille de dames, commedia;
  - Mosquita la sorcière; Florinda; Zerline, opere;
- 1852: Le Mystère d'Udolphe; Marco Spada; Le Vieux Château, opéras-comiques;
  - Le Juif errant, opera;
- 1853: LeNabab; La Lettre au Bon Dieu, opéras-comiques;
- 1854: L'Étoile du nord; La Fiancée du diable, opéras-comiques;
  - La Nonne sanglante, opera;
- 1855: La Czarine, dramma;
  - Jenny Bell; Jacqueline ou la Fille du soldat, opéras-comiques;
  - Les Vêpres siciliennes, opera;
- 1856: Manon Lescaut, opéra-comique;
- 1857: Le Cheval de bronze, opera-balletto
  - Marco Spada, balletto;

### Romanzi e novelle
- Piquillo Alliaga (Romanzo, 1847)
- Maurice (Novella, 1856)
- Gli occhi di mia zia (Romanzo)

### Opere musicali su libretto di Scribe (parziale)
- Daniel Auber

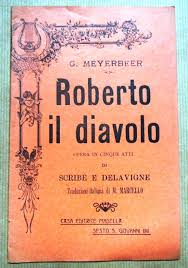
Copertina del libretto in italiano Edizioni Madella

  - 1823: La Neige, ou Le nouvel Éginhard;
  - 1828: La muta di Portici;
  - 1829: La fiancée;
  - 1830: Fra Diavolo;
  - 1831: Le philtre,
  - 1833:  Gustave III, ou Le bal masqué  (modello per il verdiano Un ballo in maschera);
  - 1835: Le cheval de bronze;
  - 1837: Il domino nero;
  - 1841: Les diamants de la couronne;
  - 1843: La part du diable;
  - 1845:  La barcarolle, ou L'amour et la musique ;
  - 1856: Manon Lescaut;
- Louise Bertin
  - 1827: Le loup-garou;
- François-Adrien Boieldieu
  - 1825: La dame blanche;
- Luigi Cherubini
  - 1831: La marquise de Brinvilliers;
  - 1833: Ali Baba;
- Gaetano Donizetti
  - 1839: Le duc d'Albe;
  - 1843: Dom Sébastien;
- Jacques Fromental Halévy
  - 1835: La Juive;
- Giacomo Meyerbeer
  - 1831: Roberto il diavolo;
  - 1836: Gli ugonotti;
  - 1849: Il profeta;
  - 1854: L'étoile du nord;
  - 1865: L'africana;
- Jacques Offenbach
  - 1858: La Chatte metamorphosée en femme;
- Gioachino Rossini
  - 1828: Le Comte Ory;
- Giuseppe Verdi
  - 1855: I vespri siciliani (libretto scritto in realtà da Charles Duveyrier)